# WCW 월드 태그팀 챔피언십
WCW 월드 태그팀 챔피언십(WCW World Tag Team Championship)은 과거 WCW의 챔피언십으로 태그팀 챔피언십이었다. 1975년부터 짐 크로켓이 운영하는 미드-애틀란틱 즉 NWA 월드 태그팀 챔피언십이였다가, WCW가 NWA연맹에서 탈퇴한 뒤 WCW 월드 태그팀 챔피언십으로 변경하면서 WCW에서 활약하고 있다. 그런데 2001년, WWE가 WCW와 ECW를 합병시키면서 본 타이틀이 WWE로 이동되어 WCW 태그팀 챔피언십이란 이름으로 WWE에 속하다가 더들리 보이즈를 끝으로 2001년에 폐지되어 역사속으로 사라졌다.

## 기록들
- 초대 챔피언: 미네소타 레킹 크루 (진 & 올레 앤더슨)
- 마지막 챔피언 : 더들리 보이즈 (버버레이 & 디본)
- 최장수 챔피언 : 리전 둠 (버츠 리드 & 론 시몬스) (282일))
- 최단 기간 챔피언 : 미스피츠 인 액션 (Cpl.카준 & 차보 게레로) (30분)
- 팀 최다 챔피언: 할렘 히트 (10회)
- 개인 최다 챔피언: 부커 T (11회)
- 최중량급 챔피언 : 스캇 홀 & 자이언트 (330kg)
- 최경량급 챔피언 : 레이 미스테리오 주니어 & 후벤투드 게레라 (150kg)
- 최고령 챔피언 : 다이아몬드 달라스 페이지 (44세 256일)
- 최연소 챔피언 : 데이비드 플레어 (20세 304일)

## 역대 타이틀 명칭
| 연도            | 이름                                     |
| --------------- | ---------------------------------------- |
| 1975년 ~ 1988년 | NWA 월드 태그팀 챔피언십 (미드 애틀란틱) |
| 1988년 ~ 2001년 | WCW 월드 태그팀 챔피언십                 |
| 2001년          | WCW 태그팀 챔피언십                      |

## 역대 챔피언

### NWA (네셔널 레슬링 얼라이언스)
- 미네소타 레킹 크루 (진 & 올레 앤더슨)
- 폴 존스 & 와후 맥다니엘
- 루퍼스 R 존스 & 와후 맥다니엘
- 디노 브라보 & 미스터 레슬링
- 릭 플레어 & 그레이그 발렌타인
- 더스티 로즈 & 딕 슬레이터
- 폴 존스 & 리키 스팀보트
- 버른 본 래스크 & 그레이그 발렌타인
- 폴 온도프 & 지미 스누카
- 폴 존스 & 버른 본 래스크
- 릭 플레어 & 블랙잭 멀리건
- 리키 스팀보트 & 제이 영블러드
- 레이 스티븐스 & 그레이그 발렌타인
- 레이 스티븐스 & 지미 스누카
- 폴 존스 & 마스키드 슈퍼스타
- 아이번 콜로프 & 레이 스티븐스
- 올레 앤더슨 & 스탄 핸슨
- 돈 커너들 & 서전 슬로터
- 브리스코 형제 (잭 & 제럴드)
- 돈 커너들 & 밥 오튼 주니어
- 와후 맥다니엘 & 마크 영블러드
- 돈 커너들 & 아이번 콜로프
- 매니 퍼난데즈 & 더스티 로즈
- 아이번 콜로프 & 니키타 콜로프
- 락앤롤 익스프레스 (로버트 기브슨 & 리키 모튼)
- 미드나잇 익스프레스 (데니스 콘드레이 & 바비 이튼 & 스탄 레인)
- 매니 퍼난데즈 & 릭 루드
- 안 앤더슨 & 툴리 블랜챠드
- 렉스 루거 & 바리 윈드햄
- 로드 워리어 (애니멀 & 호크)
- 바시티 클럽 (마이크 로턴도 & 스티브 윌리엄즈)

### WCW (월드 챔피언십 레슬링)
- 패불러스 프리버즈 (지미 가빈 & 마이클 헤이즈)
- 스타이너 형제 (릭 & 스캇)
- 둠 (버츠 리드 & 론 시몬스)
- 엔포서스 (안 앤더슨 & 래리 비즈코)
- 리키 스팀보트 & 더스틴 로즈
- 안 앤더슨 & 바비 이턴
- 테리 가디 & 스티브 윌리엄즈
- 바리 윈드햄 & 더스틴 로즈
- 리키 스팀보트 & 셰인 더글래스
- 헐리우드 브론즈 (스티브 오스틴 & 브라이언 필만)
- 안 앤더슨 & 폴 로마
- 네스티 보이즈 (제리 새그즈 & 브라이언 납스)
- 마커스 알렉산더 배그웰 & 투 콜드 스코피오
- 캑터스 잭 &  케빈 설리반
- 프리티 원더풀 (폴 로마 & 폴 온도프)
- 스타즈 앤 스트리프스 (마커스 알렉산더 배그웰 & 패트리옷)
- 할렘 히트 (부커 T & 스티비 레이)
- 딕 슬레이터 & 벙크하우스 벅
- 아메리칸 메일즈 (마커스 배그웰 & 스카티 리그스)
- 스팅 & 렉스 루거
- 퓨블릭 에너미 (자니 그룬지 & 로코 락)
- 아웃 사이더 (케빈 내시 & 스캇 홀)
- 렉스 루거 & 더 자이언트
- 스팅 & 더 자이언트
- 스팅 & 케빈 내시
- 스캇 & 더 자이언트
- 릭 스타이너 & 케니 카오스
- 바리 윈드햄 & 커트 헤닉
- 크리스 벤와 & 딘 말렝코
- 레이 미스테리오 주니어 & 빌리 키드먼
- 레이븐 & 페리 새턴
- 제시 트리어드 (다이아몬드 달라스 페이지 & 뱀뱀 비글로우 & 크리스 캐니언,프리버드 적용)
- 크리스 벤와 & 페리 새턴
- 웨스트 텍사스 레드넥스 (바리 윈드햄 & 켄들 윈드햄)
- 코난 & 레이 미스테리오 주니어
- 코난 & 빌리 키드먼
- 크레티브 컨트롤 (제럴드 & 팻릭)
- 브렛 하트 & 골드버그
- 데이비드 플레어 와 크로바
- 마마루크스 (자니 더 불 & 빅 비토)
- 셰인 더글래스 & 버프 배그웰
- 크로닉 (브라이언 애덤스 & 브라이언 클락)
- 퍼펙트 이벤트 (숀 스타샥 & 척 팔럼보)
- 다크 카니발 (그레이트 무타 & 뱀피로)
- 필티 애니멀스 (레이 미스테리오 주니어 & 후벤투드 게레라)
- 신 오 헤어 & 마크 진드락
- 미스피츠 인 액션 (리우테넌트 로코 & 코퍼럴 카준)
- 알렉스 와이트 & 제네럴 렉션
- 인사이더스 (다이아몬드 달라스 페이지 & 케빈 내시)
- 네츄럴 본 트릴러스 (척 팔럼보 & 신 오 헤어)

### WWE (월드 레슬링 엔터테인먼트)
- 파괴의 형제 (언더테이커 & 케인)
- 부커 T & 테스트
- 하디 보이스 (매트 & 제프)
- 더들리 보이즈 (버버레이 & 디본) (마지막 챔피언)

## 같이 보기
- 트리플 크라운 챔피언십
- WWE RAW 태그팀 챔피언십
- WWE 스맥다운 태그팀 챔피언십
- WWE 월드 태그팀 챔피언십
- WWE NXT 태그팀 챔피언십
- ECW 월드 태그팀 챔피언십
- TNA 월드 태그팀 챔피언십
- RoH 월드 태그팀 챔피언십
- GFW 월드 태그팀 챔피언십